# Pecangakan (Comal)
Pecangakan is een bestuurslaag in het regentschap Pemalang van de provincie Midden-Java, Indonesië. Pecangakan telt 6809 inwoners (volkstelling 2010).